# Yngve Lundström

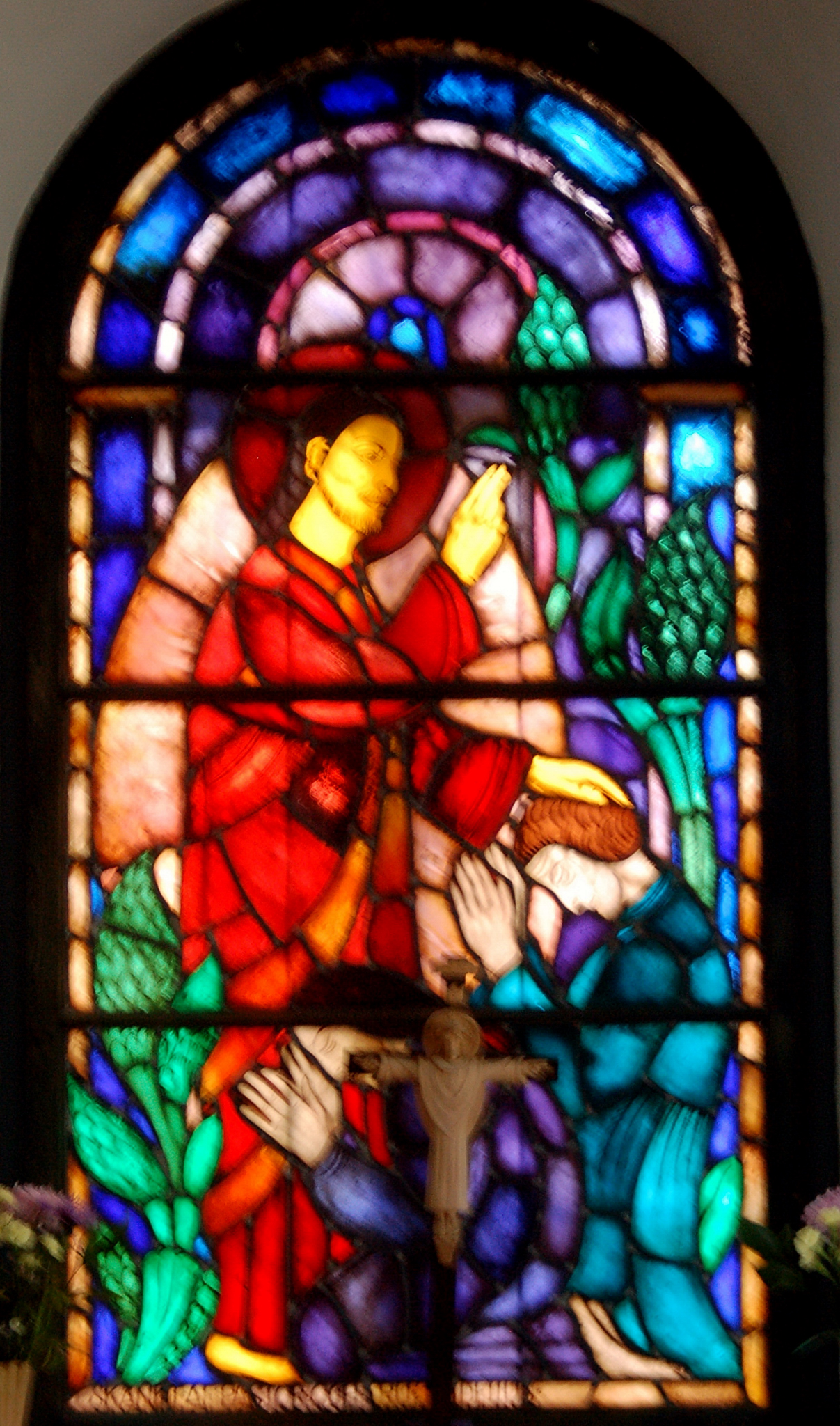
Korfönster i Tiveds kyrka utfört 1922.

Gunnar Yngve Kristoffer Lundström, född 8 mars 1885 i Göteborg, död 22 maj 1961 i Stockholm, var en svensk teaterdekoratör, dekorationsmålare, konservator, målare och tecknare.

## Biografi
Yngve Lundström var son till målarmästaren Johan Lundström och Anna Catarina Andersdotter och från 1913 gift med Emelie Cecilia Åquist. Lundström studerade vid Slöjdföreningens skola och för Carl Wilhelmson vid Valands målarskola i Göteborg 1906–1907 samt för Nils Asplund och i olika krokikurser i Stockholm. Han studerade kyrkligt och profant dekorationsmåleri för Filip Månsson och därefter för Joakim Skovgaard vid den statliga Kunstnerernes Studieskole i Köpenhamn samt slutligen två år för Lucien Simon och René Menrad i Paris.

## Verk
Separat ställde han ut i Göteborg 1939, Visby, Trollhättan, Jokkmokk och på Lilla Ateljén i Stockholm 1941 och 1951. Han medverkade i samlingsutställningar med Sveriges allmänna konstförening och olika lokala konstföreningar. Han utförde arbeten i ett 150-tal svenska kyrkor varav 40 är belägna i Norrland där han gjorde restaureringar, dekorer och glasmålningar. Han utförde glasmålningar för bland annat Staffans kyrka i Brynäs, Klosters kyrka, Tiveds kyrka, Oskarströms kyrka och för 
Almunge kyrka utförde han målningar i korvalvet. Han utförde dekorationsmålningar i bland annat Nedre Ulleruds kyrka, Töcksmarks kyrka, Ulricehamns kyrka, Frykeruds kyrka, Skedevi kyrka och Nyskoga kyrka. Han utförde konserveringsarbeten i bland annat Frostvikens kyrka, Ulrika Eleonora kyrka och Sättersta kyrka.
Bland hans profana arbeten märks dekorationsmålningar i Elfströmska huset i Sundsvall, residenset i Härnösand, Grands festvåning, Berns franska sal och en monumentalmålning för Svenska handelsbanken i Karlstad samt skolor, herrgårdar och privata byggnader. Tre målningar från 1949 finns att beskåda inuti ett porterkar vid Carnegies gamla porterbruk vid Klippan i Göteborg. Tillsammans med Gustaf Walles utförde han omfattande dekormålningar vid Sveabiografen i Sundsvall.
Som stafflimålare utförde han målningar i gouache, olja samt akvarell med vitt skilda motiv och illustrationer för Göteborgs- och Stockholmspressen. Hans tapetmönster som han formgav för företaget Duro visar på djärva geometriska former och färgställningar. Han designade även bruksföremål som var starkt inspirerade av samtidens modernism. Som teaterdekoratör utförde han bland annat dräkter och scenbilder till Oidipus som gavs på Konserthusteatern i Stockholm 1928, materialet från denna föreställning visades i London 1929. Till sin 75-årsdag utgav han den illustrerade memoarboken Penselstråk. Lundström är representerad vid bland annat Nationalmuseum och Nordiska museet
Yngve Lundström är begravd på Norra begravningsplatsen utanför Stockholm.